# Meteorologiska institutet

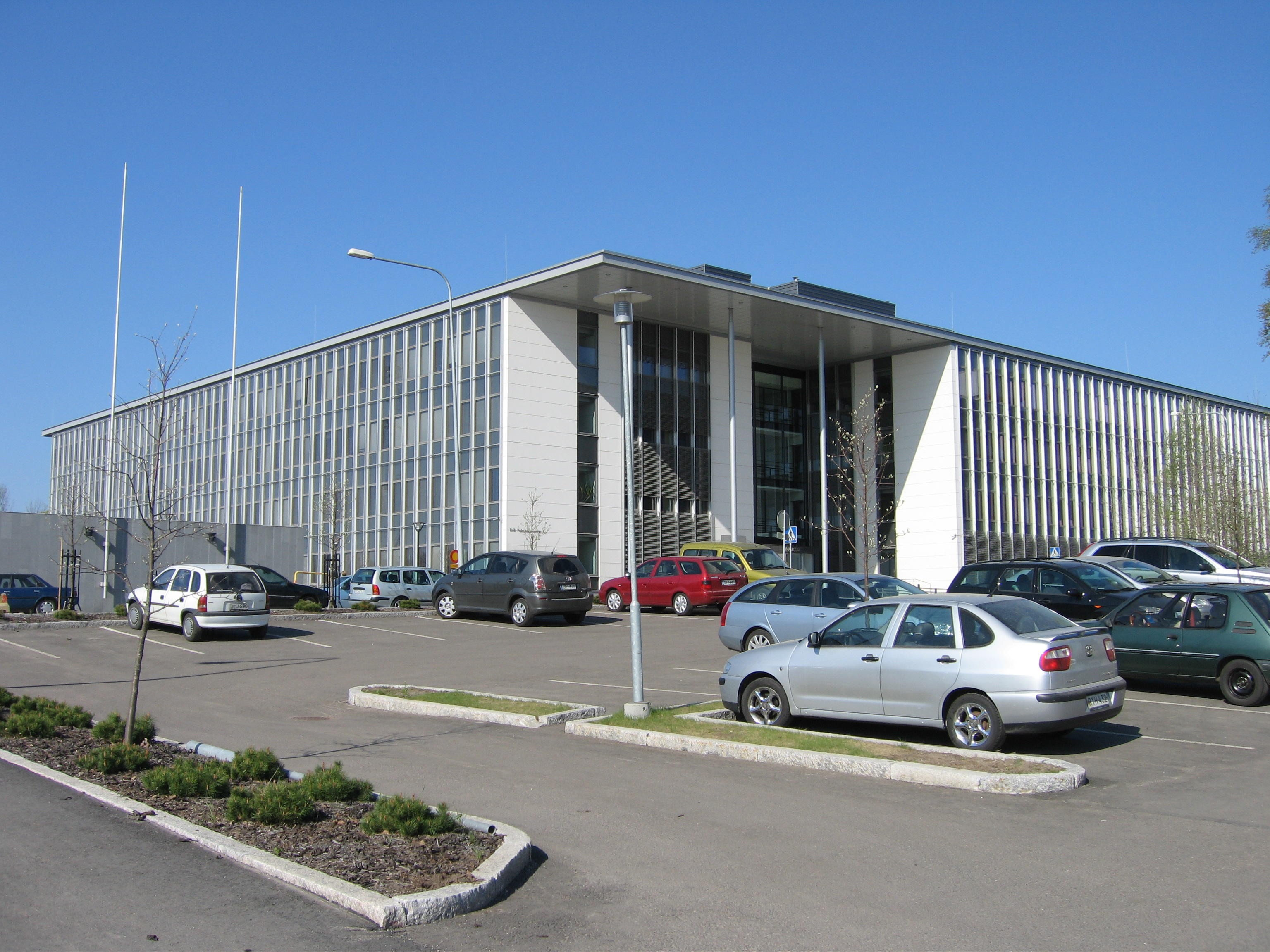
Dynamicum, Meteorologiska institutets nya hus

Meteorologiska institutet (finska: Ilmatieteen laitos) är den organisation i Finland som arbetar med att fram väderleksrapporter och liknande verksamhet.
Institutet grundades 1838 och fick sitt nuvarande namn 1969.